# Karl August Tavaststjerna

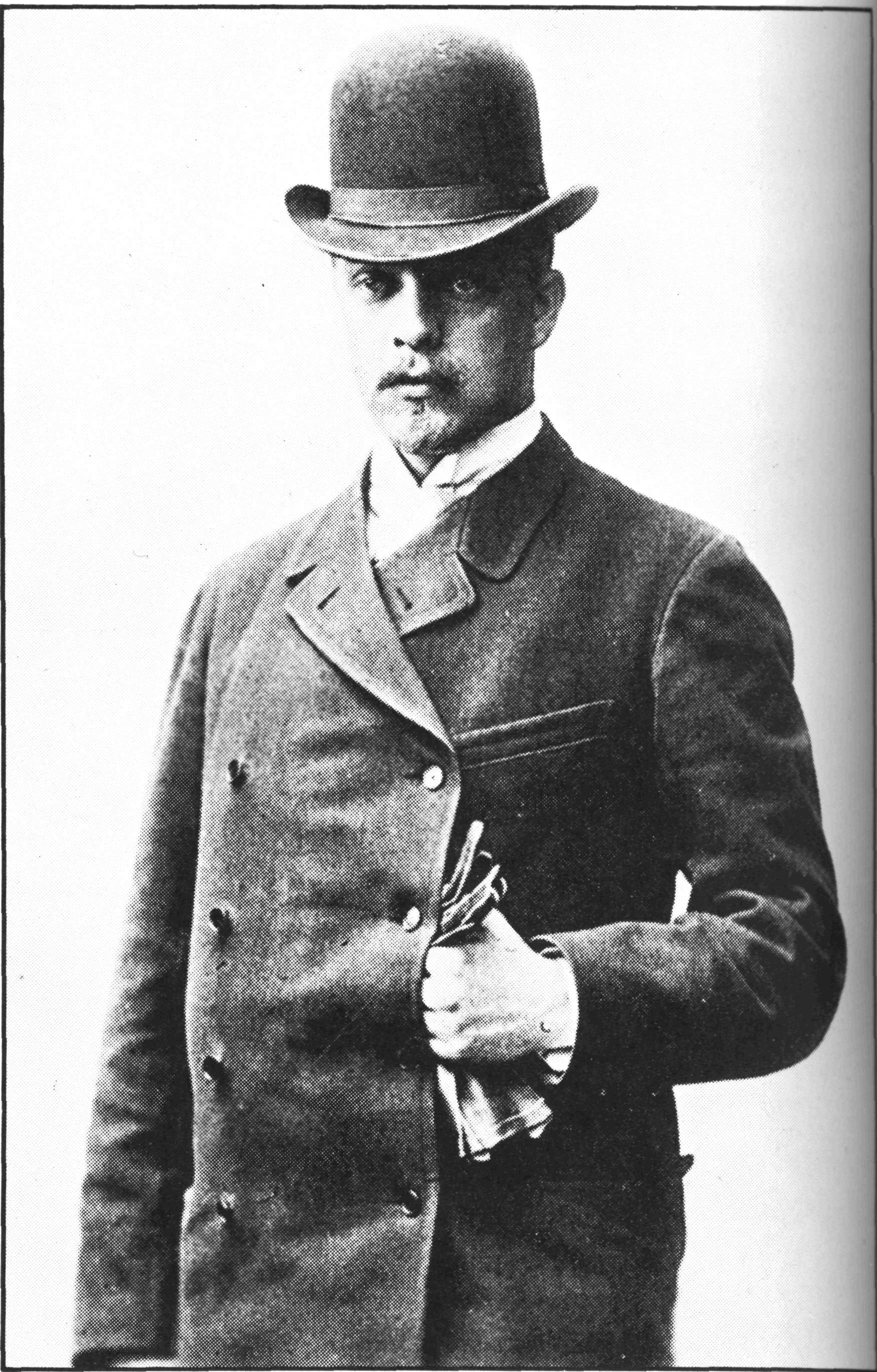
Karl August Tavaststjerna

Karl August Tavaststjerna, född 13 maj 1860 på Annila gård nära S:t Michel, död 20 mars 1898 i Björneborg, var en av Finlands mest framstående författare under 1880- och 1890-talen. År 1891 gifte han sig med skådespelerskan Augusta Wilhelmina Gabrielle Kindstrand.

## Biografi
Tavaststjerna föddes i militärsläkten Tawaststjerna på en gård i Savolax. Familjen flyttade då han var åtta år till Ryttylä gård i Hausjärvi. Där upplevde han de stora nödåren på den finländska landsbygden. Hans mor dog av tyfus, som hon ådrog sig då hon vårdade de sjuka nödlidande som fick bo på familjegården. Fadern dog några år senare. Tavaststjerna betraktade Ryttylä som sitt barndomshem och han återvände dit senare i livet, bland annat för att skriva. År 1878 blev han elev vid Polytekniska institutet i Helsingfors där han utbildade sig till arkitekt, men ägnade sig därefter en tid helt åt sitt författarskap.
Tavaststjernas dikter, från debuten 1883 med För morgonbris, tolkar dels impressionistiska naturmotiv dels frihetslängtan och nationell vilsenhet. Efter debuten följde diktsamlingen Nya vers (1885). Med sin första roman, Barndomsvänner (1886) förde han in realismen i Finlands svenska litteratur, och i den välkända romanen Hårda tider (1891) tar han steget från realism till naturalism. I Lille Karl (1897) har Tavaststjerna gett liv åt sina egna barndomsminnen från Annila i östra Finland. Den hör fortfarande till de stora barnskildringarna i nordisk litteratur.  Tavaststjerna försökte livnära sig som författare för att kunna leva utomlands, men var tvungen att återvända till Finland för att arbeta som redaktör. Från 1897 till 1898 var han chefredaktör för Björneborgs Tidning.
Tavaststjerna avled i lunginflammation ett par månader före sin 38-årsdag på sjukhuset i Björneborg. Han är begravd på Sandudds begravningsplats i Helsingfors.
Hans arkiv finns hos Svenska litteratursällskapet i Finland. Han belönades bland annat med Statens litterära understöd 1889 och Svenska litteratursällskapets pris 1891.  Tavaststjernagatan som ligger i Bortre Tölö i Helsingfors är döpt efter honom.

### Skrifter och urval

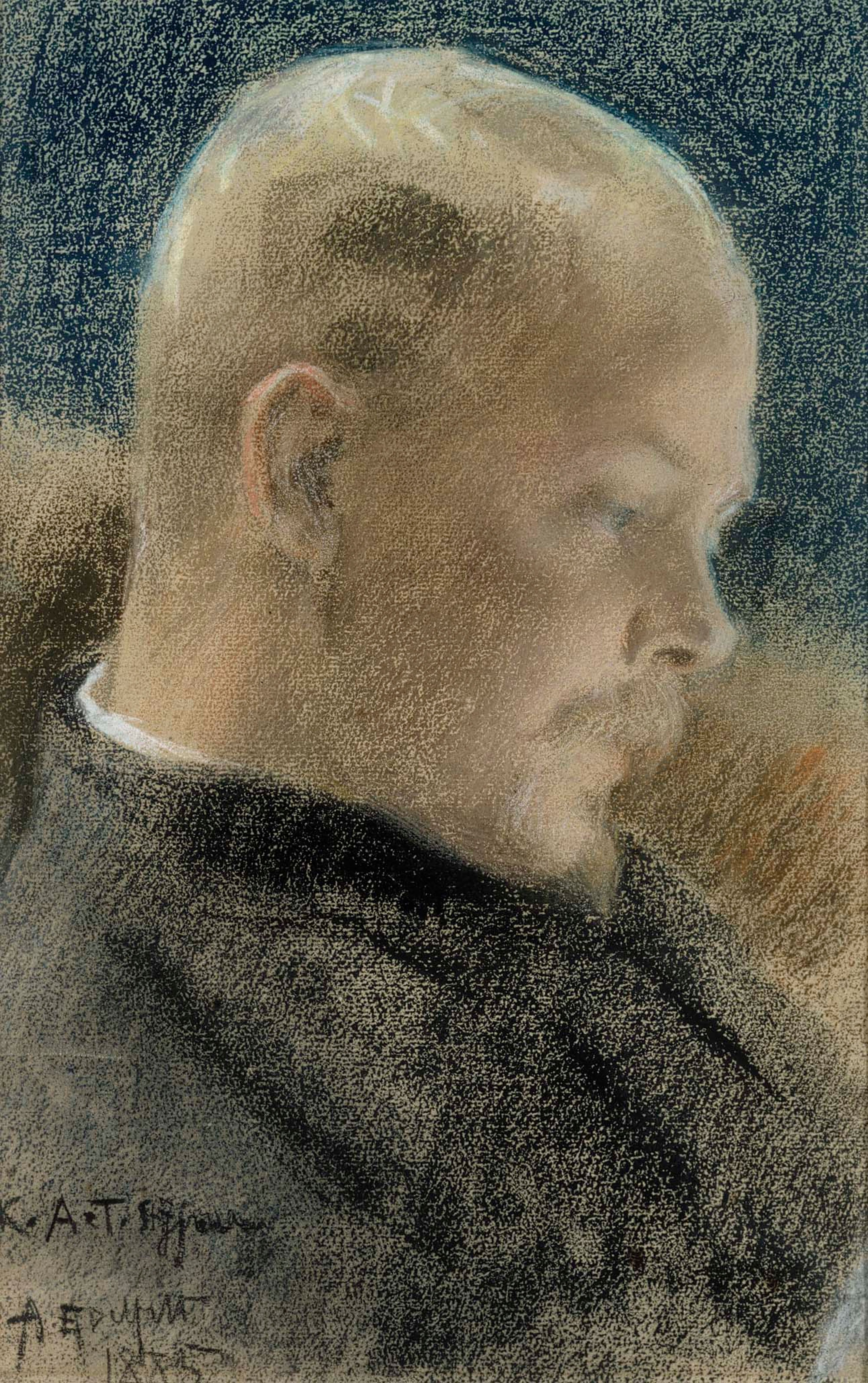
Pastell av Albert Edelfelt 1885

- Efter kvällsbrisen : efterlämnade skrifter på vers och prosa. Stockholm: Beijer. 1899. Libris 22548775. https://litteraturbanken.se/f%C3%B6rfattare/TavaststjernaK/titlar/EfterKv%C3%A4llsbrisen/sida/8/faksimil?om-boken
- Dikter i urval. Stockholm: Bonnier. 1905. Libris 10515225 - 2 volymer.
- [Skrifter i urval]. Ur Finlands svenska litteratur ; 1, 4. 1914-1921. Libris 8526176 - 2 volymer.
- Samlade skrifter. Helsingfors: Schildt. 1924. Libris 8228930 - 10 volymer.
- Brev till Diana : Aline Borgström / utgivna och kommenterade av Greta von Frenckell-Thesleff. Skrifter / utgivna av Svenska litteratursällskapet i Finland, 0039-6842 ; 417. Helsingfors: Söderström. 1966. Libris 485294. http://www.sls.fi/sv/utgivning/brev-till-diana